# Гендер і розвиток
Гендер і розвиток (англ. Gender and development) — це сфера міждисциплінарних гендерних досліджень, що реалізують феміністський підхід до розуміння і усунення впливів різного роду, які економічний розвиток і глобалізація мають на людей, в залежності від їх розташування, статі, класової приналежності та інших соціально-політичних ідентичностей.
Суто економічний підхід розглядає розвиток країни у кількісній перспективі, наприклад, створення робочих місць, контроль інфляції та високий рівень зайнятості —  спрямовані на поліпшення «економічного благополуччя» країни та подальшої якості життя її людей. З точки зору економічного розвитку, якість життя визначається як доступ до необхідних прав і ресурсів, включаючи, але не обмежуючись, якісною освітою, медичними установами, доступним житлом, чистим середовищем і низьким рівнем злочинності. Гендер і розвиток враховують багато з тих самих факторів, однак гендер і розвиток підкреслюють зусилля, спрямовані на розуміння того, наскільки багатогранні ці питання в заплутаному контексті культури, уряду і глобалізації. Беручи це до уваги, гендер та розвиток здійснює етнографічні дослідження, дослідження, які вивчають певну культуру або групу людей шляхом фізичного занурення дослідника в навколишнє середовище тих, хто вивчається, щоб всебічно зрозуміти, як політика розвитку і практика впливають на повсякденне життя цільових груп.
Гендерна рівність і права жінок за останні роки стали центральними елементами концепції соціальної справедливості, що базується на принципах неупередженості та чесності. Проте їхнє значення виходить за межі соціальної справедливості та має на меті організацію політичного опору і солідарності. Дослідження в галузі гендерної проблематики закликають до перегляду політики розвитку, звертаючи увагу на те, що агенти розвитку компрометуються патріархальною владою та постколоніальним станом.
Незважаючи на постійні спроби протягом більш ніж трьох десятиліть «включити» гендер у політику, це не призвело до суттєвого скорочення гендерного насильства або зменшення нерівності на робочому місці, в домогосподарствах та політичних інституціях. Проте у деяких сферах вдалося досягти успіху. Україна прийняла Цілі Сталого Розвитку (ЦСР), приєдналася до Пекінської Декларації, а також ратифікувала ключові договори з прав людини, включно з Конвенцією про ліквідацію всіх форм дискримінації щодо жінок (1980).

## Історія
Історія цієї галузі сягає 50-х років минулого століття, коли дослідження економічного розвитку вперше привели жінок до свого дискурсу, зосереджуючи увагу лише на жінках як суб'єктах політики соціального забезпечення — особливо тих, які зосереджені на продовольчій допомозі та планування сім'ї. Основна увага жінок у розвитку зростала протягом усього десятиліття, і до 1962 року Генеральна Асамблея ООН закликала Комісію зі статусу жінок співпрацювати з Генеральним секретарем та низкою інших секторів ООН для розробки багаторічної програми, присвяченої жіночим питанням. Десять років потому була опублікована новаторська книга феміністського економіста Естера Босерупа «Жіноча роль в економічному розвитку» (1970), що радикально змінила перспективи розвитку і сприяла народженню того, що згодом стало ГІР.
Оскільки твердження Босерупа про те, що розвиток по-різному впливає на чоловіків і жінок, вивчення гендерного відношення до розвитку зібрало великий інтерес серед науковців і міжнародних політиків. Область зазнала великих теоретичних зрушень, починаючи з «Жінки в розвитку» (ЖВР), переходячи до жінок і розвитку (ЖІР), і, нарешті, ставши сучасним гендером і розвитком (ГІР). Кожна з цих рамок виникла як еволюція свого попередника, що має на меті охопити ширший спектр тем і перспектив соціальних наук. На додаток до цих рамок, міжнародні фінансові установи, такі як Світовий банк та Міжнародний валютний фонд (МВФ), запровадили політику, програми та дослідження щодо гендеру та розвитку, сприяючи неоліберальному підходу до дослідження. Прикладами такої політики та програм є програми структурного пристосування (ПС), мікрофінансування, аутсорсинг та приватизація державних підприємств, які безпосередньо орієнтовані на економічне зростання та пропонують подальше просування до гендерної рівності. Ці підходи були поставлені під сумнів альтернативних перспектив, таких як марксизм і екофемінізм, які відповідно відкидають міжнародний капіталізм і гендерну експлуатацію навколишнього середовища через науку, технологію і капіталістичне виробництво. Марксистські перспективи розвитку виступають за перерозподіл багатства і влади в зусиллях, спрямованих на зниження глобальної трудової експлуатації і класової нерівності, тоді як екофеміністські перспективи протистоять промисловій практиці, що супроводжує розвиток, включаючи вирубку лісів, забруднення навколишнього середовища та знищення екосистем.

## Жінки в розвитку (ЖВР)

### Теоретичний підхід
Процес абсолютизації біологічних відмінностей чоловіка і жінки, привів до того, що багато сфер людської життєдіяльності стали «штучно» розділятися на «жіночі» і «чоловічі».
Відповідно до гендерної концепції діяльності з розвитку був здійснений перехід від політики «Жінки в розвитку» («Women in Development») до політики «Гендер і розвиток» («Gender and Development»). Використання гендерного підходу при розгляді питання про участь різних груп населення в діяльності з розвитку, відповідно до їх соціальних ролей і специфічних потреб, дозволило розробити гендерну стратегію розвитку, яка включає такі складові:
1. пріоритетний розгляд і облік потреб жінок;
2. визначення та поліпшення становища жінок в суспільстві по відношенню до положення чоловіків;
3. усвідомлення жінками свого становища і потреб;
4. визначення перешкод, що заважають поліпшенню становища жінок;
5. розширення сфер діяльності жінок, освоєння ними традиційно чоловічих ролей і професій;
6. усунення прямих або непрямих результатів минулої дискримінації.[13]

Термін «жінки в розвитку» спочатку був придуманий у Вашингтоні мережею жінок-професіоналів розвитку на початку 1970-х роківякі прагнули поставити під сумнів існуючі теорії розвитку, оспорюючи, що економічний розвиток має однаковий вплив на чоловіків і жінок. Рух «Жінки в розвитку»  набрав обертів у 1970-х роках, був зумовлений відродженням жіночих рухів у розвинених країнах, і особливо сприяли цьому ліберальні феміністки, які прагнули рівних прав і можливостей праці в Сполучених Штатах. Ліберальний фемінізм, який постулює те, що недоліки жінок у суспільстві можуть бути усунені шляхом руйнування звичних очікувань щодо жінок шляхом надання кращої освіти жінкам та запровадження програм рівних можливостей, мали помітний вплив на формування підходів у «ЖВР».
У центрі уваги феміністських рухів 1970-х років та їх неодноразових закликів до працевлаштування в порядку денному  було приділено особливу увагу виробничій праці жінок, залишивши осторонь репродуктивну проблему та соціальний добробут.
Домінуючим напрямком мислення в рамках «Жінки в розвитку»  було поєднання проблем жінок з розвитком, підкреслюючи, як такі проблеми виступали перешкодою для економічного зростання; цей підхід випливає з досвіду адвокатів «Жінки в розвитку», який продемонстрував, що він був ефективнішим, якщо вимоги справедливості та соціальної справедливості для жінок були стратегічно пов'язані з головними проблемами розвитку, з метою реалізації завдань з розвитку політики «Жінки в розвитку». Підхід «Жінки в розвитку» був першим сучасним рухом, який спеціально інтегрував жінок у ширшу програму розвитку і був попередником подальших рухів, таких як «Жінки та розвиток», і, зрештою, підхід до гендерної проблематики та розвитку, відійшовши від деяких критикуються аспекти, що вказуються «Жінки в розвитку».

### Критика
Рух «Жінки в розвитку» зіткнувся з низкою критичних зауважень; в деяких випадках такий підхід мав небажані наслідки зображення жінок як одиниці, вимоги якої залежать від її виробничої цінності, пов'язуючи підвищений жіночий статус зі значенням грошових доходів у житті жінок. Погляд «Жінки в розвитку» та подібні класифікації, засновані на західному фемінізмі, застосували загальне визначення до статусу, досвіду та внесків жінок та рішень для жінок у країнах третього світу. Більше того, «Жінки в розвитку», хоча і виступала за більшу гендерну рівність, не вирішувала нерівні гендерні відносини та ролі на основі виключення жінок та гендерної підпорядкованості, а не вирішувала стереотипні очікування чоловіків. Крім того, основним припущенням, що закликає до інтеграції жінок третього світу з національною економікою, було те, що жінки вже не беруть участь у розвитку, таким чином зменшуючи роль жінок у виробництві домогосподарств та неформальній економічній та політичній діяльності. «Жінки в розвитку» також критикували за її думку про те, що статус жінок поліпшиться шляхом переходу до «продуктивної зайнятості», що означає, що перехід до «сучасного сектора» має бути зроблений з «традиційного» сектора для досягнення саморозвитку, що ще більше означає, що «традиційні» робочі ролі, які часто зайняті жінками в країнах, що розвиваються, перешкоджають саморозвитку.

## Жінки та розвиток
Жінки та розвиток — це теоретичний та практичний підхід до розвитку. Вона була введена в ранг гендерних досліджень у другій половині 1970-х років, після її витоків, які можна простежити на Першій світовій конференції з питань жінок у Мехіко в 1975 році, організованою ООН. Це відхилення від раніше домінуючої теорії, WID (Жінки у розвитку) і часто приймається за WID, але має багато чітких характеристик та відмінностей.

### Теоретичний підхід
«Жінки та  розвиток» виникла через зміну мислення про роль жінок у розвитку та занепокоєння пояснювальними обмеженнями теорії модернізації. Хоча попередній підхід вважав, що розвиток є засобом просування жінок, нові ідеї припускали, що розвиток став можливим лише завдяки залученню жінок, і замість того, щоб бути просто пасивними одержувачами допомоги на розвиток, вони повинні бути активно залучені до проєктів розвитку. «Жінки та  розвиток» висловили думку, що жінки завжди були невіддільною частиною розвитку і не з'явилися раптово в 1970-х роках в результаті екзогенних зусиль з розвитку. Підхід «Жінки та розвиток» свідчить про те, що існують лише проєкти розвитку жінок, які були теоретизовані для того, щоб усунути жінок від патріархальної гегемонії, яка існувала б, якщо б жінки брали участь у розвитку разом з чоловіками в патріархальній культурі. У цьому сенсі «Жінки та розвиток»  відрізняється від WID через теоретичні рамки, на яких він був побудований. Замість того, щоб приділяти особливу увагу ставленню жінок до розвитку, «Жінки та розвиток» зосереджується на відносинах між патріархатом і капіталізмом.

### Практичний підхід
Парадигма «Жінки та  розвиток» підкреслює відносини між жінками та роботою, яку вони виконують у своїх суспільствах у державній, у внутрішній сферах, як економічні агенти. Вона також підкреслює відмінну природу ролей, яку жінки відіграють у підтримці та розвитку своїх суспільств, з розумінням того, що чисто інтеграція жінок у зусилля з розвитку слугуватиме зміцненню існуючих структур нерівності, що існують у суспільствах, перевищених патріархальними інтересами. Взагалі, вважається, що «Жінки та  розвиток» пропонує критичнішу концептуалізацію положення жінок, що робить «Жінки в розвитку». Підхід «Жінки та розвиток» підкреслює характерні знання, роботу, цілі та обов'язки жінок, а також виступає за визнання їх самобутності.

### Критика
Деякі загальні критики підходу «Жінки та  розвиток» занепокоєні тим, що проєкти, спрямовані лише на розвиток жінок, будуть боротися або, в кінцевому рахунку, зазнавати невдачі через їх масштаби та маргінальний статус цих жінок. Крім того, перспектива WAD страждає від тенденції розглядати жінок як клас, і не приділяє особливої уваги відмінностям між жінками (наприклад, феміністська концепція міжсекторності), в тому числі расової та етнічної приналежності, і признає  розвиток, який може служити лише для вирішення потреби конкретної групи. Незважаючи на поліпшення WID, «Жінки та розвиток» не повною мірою враховує відносини між патріархатом, способами виробництва та маргіналізацією жінок. Воно також припускає, що становище жінок у всьому світі покращиться, коли міжнародні умови стануть більш справедливими. Крім того, «Жінки та розвиток» критикували за свою особливу заклопотаність продуктивною стороною жіночої праці, при цьому вона ігнорує репродуктивний аспект роботи і життя жінок. Таким чином, стратегії втручання WID / WAD мають тенденцію концентруватися на розвитку діяльності, що приносить дохід, без урахування часових навантажень, які такі стратегії покладають на жінок.. Цінність приділяється діяльності, що приносить дохід, і жодна з них не приписується соціальному та культурному відтворенню.

## Гендер і розвиток (ГІР)

### Теоретичний підхід
Підхід до гендерної рівності та розвитку (ГІР) зосереджується на соціально побудованих відмінностях між чоловіками і жінками, необхідності оскаржувати існуючі гендерні ролі та відносини, а також створення та вплив класових відмінностей на розвиток. Робота  вчених, таких як Оаклі (1972) і Рубін (1975), які стверджують, що системні соціальні відносини жінок між чоловіками і жінками систематично підпорядковуються жінкам, разом з економістами Лурдес Бенеріа і Амарті Сен (1981)), які оцінюють вплив колоніалізму на розвиток та гендерну нерівність. Вони стверджують, що колоніалізм нав'язував країнам, що розвиваються, більше, ніж «систему цінностей», він ввів систему економіки, «спрямовану на стимулювання накопичення капіталу, що викликало класову диференціацію».
ГІР був ознаменований зрушенням у необхідності розуміння того, як жінки і чоловіки є соціально сконструйованими.ГІР зосереджується насамперед на гендерному розподілі праці та гендері як прояві влади, закладеного в інститути.Таким чином, у такому підході використовуються дві основні рамки: «гендерні ролі» і «аналіз соціальних відносин»."Гендерні ролі" зосереджені на соціальній побудові ідентичності в сім'ї; він також показує очікування «молоді та жіночності»у відносному доступі до ресурсів. «Аналіз суспільних відносин» розкриває соціальні аспекти ієрархічних відносин влади, які закладені в соціальні інститути, а також визначає його вплив на «відносне становище чоловіків і жінок у суспільстві».
На відміну від «Жінки в розвитку», підхід ГІР стосується не тільки жінок, але й способу, яким суспільство призначає ролі, обов'язки та очікування як для жінок, так і для чоловіків. ГІР застосовує гендерний аналіз для вивчення шляхів співпраці чоловіків і жінок, досягнення результатів у нейтральних економічних умовах.  У спробі створити гендерну рівність (позначаючи жінок, які мають такі ж можливості, як чоловіки, включаючи можливість участі), політика ГІР прагне переосмислити традиційні очікування щодо гендерних ролей: від жінок очікується виконання завдань домашнього господарства вдома; догляд за дітьми та догляд за членами сім'ї. Чоловіки, однак, повинні бути годувальниками, пов'язаними з оплачуваною роботою і ринковою продукцією. На ринку праці жінки заробляють менше, ніж чоловіки. У дослідженні Комісії з питань рівності та прав людини існували значні нерівності у фінансуванні виплат у деяких найбільших фінансових компаніях Великої Британії, де жінки отримували приблизно на 80 відсотків нижчу зарплату, ніж чоловіки. У відповідь на поширену гендерну нерівність Пекінська платформа дій створила гендерну перспективу у 1995 році, як стратегію у всіх сферах політики на всіх рівнях управління для досягнення гендерної рівності.
Керолайн Мозер розробила рамки планування гендерних питань Мозера для планування розвитку, орієнтованого на ГІР, в 1980-х роках, працюючи в Департаменті розвитку Лондонського університету. Працюючи з Карен Леві, вона розширила її методологію гендерної політики та планування. Фонд Мозера дотримується підходу гендерної рівності та розвитку, підкреслюючи важливість гендерних відносин. Як і Гарвардська аналітична основа на основі «Жінки в розвитку», вона включає в себе набір кількісні емпіричні факти. Рухаючись далі, він досліджує причини та процеси, які призводять до доступу та контролю. Структура Мозера включає визначення гендерних ролей, оцінку ґендерних потреб, дезагреговане управління ресурсами та прийняття рішень у домогосподарстві, планування балансу між роботою та домашніми завданнями, розмежування різних цілей  та залучення жінок до планування.

### Критика
ГІР  критикували за те, що він підкреслював соціальні відмінності між чоловіками і жінками, нехтуючи зв'язками між ними, а також потенціал для змін у ролях. Інша критика полягає в тому, що не може пояснити, як ці відносини можуть підірвати програми, спрямовані на жінок. Це також не розкриває типи компромісів, на які жінки готові піти для досягнення своїх ідеалів шлюбу або материнства. Інша критика полягає в тому, що перспектива ГІР теоретично відрізняється від «Жінки в розвитку», але на практиці програма, здається, має схожі елементи. Незважаючи на те, що багато агентств з розвитку зараз віддані гендерному підходу, на практиці первинна інституційна перспектива залишається зосередженою на підході «Жінки в розвитку». Насправді існує відставання, коли гендерна інтеграція часто базується в єдиній нормативній перспективі як синонім жінок. Агентства з розвитку все ще сприяють гендерній трансформації для того, щоб означати економічне покращення для жінок.

### Світовий Банк про «Гендерну рівність і розвиток»
Згідно з результатами досліджень консультативної групи Світового Банку (The World Bank External Gender Consultative Group), «зайнятість і система соціального захисту мають гендерні диспропорції, неврахування яких призводить до соціальної напруженості».
Відповідно до цього Світовим Банком було ухвалено рішення щодо підготовки Економічної Доповіді з гендерних питань (Gender and Development Group Research Papers), розробки Стратегії гендерного сектора Світого Банку (World Bank Gender Mainstreaming Strategy Paper) і проведення гендерних оцінок програм розвитку (A World Bank Group Gender Action Plan).
1977 рік: Призначається радник з питань жінок у розвитку.
1984: OMS 2.20, Оцінка проєкту, вимагає розгляду відповідних питань жінок і гарантує, що діяльність сприятиме участі жінок у розвитку і що розробка проєкту пом'якшує негативні наслідки для жінок.
1994: Підхід на рівні країни вимагає, щоб Світовий Банк, у консультації з клієнтом, вирішував стратегічні питання через аналіз поточної економічної та галузевої роботи, інтеграцію гендерних аспектів у CAS, а також подальшу інтеграцію в операції Банку.
OMS 2.20 продовжує бути ефективним.
2001 рік: підхід на рівні країни зміцнюється чотирма способами:
- директор країни контролює підготовку гендерної оцінки для будь-якого активного позичальника;
- директор країни гарантує, що результати оцінки включені до СДУі відображені в діалозі країни;
- у галузях і тематичних областях у тих випадках, коли CAS визначила необхідність пріоритетних ґендерно-реагуючих дій, відповідні керівники сектору гарантують, що проєкти, що фінансуються Світовим Банком є гендерними;
- регіональні віце-президенти щорічно звітують керівнику, що відповідає за це.

2006: GAP зосереджує увагу на гендерній інтеграції у секторах, які вважаються важливими для розширення прав жінок.
Перший щорічний звіт Світового банку про світовий розвиток «Гендерна рівність і розвиток» (World Development Report 2012: Gender and Development) було присвячено гендерним питанням у 2012 р., де гендерна рівність розглядалась як головна умова розвитку.

## Жінки та міграція
Герда Фолкнер стурбована тим, що один з аспектів безпрецедентного руху людей через національні та міжнародні кордони пов'язаний з тим, що тепер називається «сучасним рабством». Вона вказує на те, що «нинішня криза біженців у Європі, поєднана зі страхами навколо торгівлі людьми, сексуального рабства, екстремізму та національної безпеки, сприяла поширенню законів, що регулюють транскордонні переміщення». Відповідь полягала в тому, щоб розробити «експансивну правову архітектуру для запобігання нелегальній і нелегальній міграції», яка б зменшила «можливості для легальної уповноваженої міграції» і розширила диверсифікований ринок «підпільних послуг».
Емоційна і політизована риторика сучасного рабства виступає союзником торгівлі людьми, зокрема торгівлі жінками. Як демонструє Г. Фолкнер, міграція жінок вже давно пов'язана з торгівлею людьми, починаючи з конвенцій Білого рабства початку ХХ століття. Вона стверджує, що новий рух аболіціоністів дуже суперечливий у фемінізмі. Герда Фолкнер сприяє усвідомленню того, що міграція або рух жінок відбуваються через процеси, пов'язані з торгівлею, тим самим переводячи фокус з аналізу та кампаній на підтримку прав жінок на міграцію.

## Гендерна політика в Україні
Утвердження цінності гендерної рівності забезпечує перехід до постматеріалістичних цінностей самореалізації, які сприяють економічному розвитку країн. Саме тому гендерна політика в Україні вимагає утвердження цінності гендерної рівності як у суспільстві загалом, так і у різних його інституціях. Це, насамперед, недопущення гендерної дискримінації, забезпечення рівної участі жінок і чоловіків у прийнятті суспільно важливих рішень, забезпечення рівних можливостей для жінок і чоловіків щодо поєднання професійних і сімейних обов'язків, унеможливлення проявів гендерного насильства тощо.

### Цілі розвитку тисячоліття ООН
Напрацювання нормативно-правової бази щодо регулювання гендерної політики в Україні розпочалося ще в 1980 році з ратифікації «Конвенції ООН про ліквідацію всіх форм дискримінації щодо жінок». 2000 року були ратифіковані «Цілі розвитку тисячоліття ООН» (обов'язкові для виконання до 2015 року), серед яких була визначена мета «забезпечення гендерної рівності». У рамках цієї мети Україна поставила два завдання:
1. Забезпечити гендерне співвідношення на рівні не менше 30 до 70 % тієї чи іншої статі у представницьких органах влади та вищих щаблях виконавчої влади.
2. Скоротити наполовину розрив у доходах жінок і чоловіків. Перераховані завдання мали на меті забезпечити гендерну рівність у політичній сфері та на ринку праці в Україні.

Після ухвалення Пекінської декларації та Платформи дій Україна досягла певного прогресу у сфері сприяння ґендерній рівності та розширення прав і можливостей жінок. Зокрема, було сформовано основні складові інституційного механізму забезпечення ґендерної рівності, законодавчу базу було узгоджено з міжнародними стандартами. Набув розвитку потужний сектор громадських організацій, діяльність яких спрямована на уповноваження та захист прав жінок і забезпечення ґендерної рівності.
Одним із основних досягнень є створення нормативно-правової бази з питань ґендерної рівності, зокрема, ухвалення Закону України «Про забезпечення рівних прав і можливостей жінок і чоловіків» (2005 р.). Після ухвалення закону в 2005 р. набуває розвитку національний механізм забезпечення рівних прав та можливостей жінок і чоловіків.
Посилення сектору громадських організацій, що займаються проблемами ґендерної рівності та розширенням прав і можливостей жінок, відбувається одночасно із підвищенням ґендерної чутливості неурядового сектора загалом. Збільшується кількість ініціатив громадських організацій, спрямованих як безпосередньо на розширення прав і можливостей жінок. Окремим досягненням є розвиток ґендерної освіти. На розвиток ініціатив, що впроваджувалися громадськими та міжнародними організаціями, у 2009 р. Міністерство освіти та науки видало наказ «Про впровадження принципів ґендерної рівності в освіту».
Протягом 1995—2014 рр. в Україні вдалося створити систему запобігання та протидії ґендерному насильству.
Протягом 2006—2010 років у центральних органах виконавчої влади й обласних державних адміністраціях було створено ряд інституцій, відповідальних за реалізацію гендерної політики:
1.   Гендерні робочі групи та координаційні ради;
2.   Міжвідомчу раду з питань сім'ї, гендерної рівності, демографічного розвитку, запобігання насильству в сім'ї та протидії торгівлі людьми (Кабінет Міністрів);
3.   У структуру Уповноваженого Верховної Ради України з прав людини була введена посада Представника Уповноваженого з питань дотримання прав дитини, недискримінації та гендерної рівності, а також створено Сектор з питань гендерної рівності;
4.   Експертну раду з питань розгляду звернень за фактами дискримінації за ознакою статі — консультативно-дорадчий орган, що діє на постійній основі при Міністерстві соціальної політики України.